# Hetereleotris nebulofasciata
Hetereleotris nebulofasciata är en fiskart som först beskrevs av Smith, 1958.  Hetereleotris nebulofasciata ingår i släktet Hetereleotris och familjen smörbultsfiskar. Inga underarter finns listade i Catalogue of Life.